# 엑기
《엑기》(Station, 驛)는 일본에서 제작된 후루하타 야스오 감독의 1981년 드라마, 멜로/로맨스, 범죄 영화이다. 다카쿠라 켄 등이 주연으로 출연하였다.수많은 상들 가운데 일본 아카데미상 행사에서 최고의 영화로 선정되었다.

## 출연

### 주연
- 다카쿠라 켄

### 조연
- 바이쇼 치에코
- 이시다 아유미
- 카라스마 세츠코